# Дікур Іван
Іва́н Діку́р  (9 квітня 1909, Ендрю, Альберта, Канада — 11 листопада 1994, Едмонтон, Канада) — канадський політичний діяч.
Виходець з України.
Депутат Канадського парламенту в 1949—1957 роках від провінції Альберта (ліберальна партія).
Навчався в Альбертському університеті.
Юрист, член канадської делегації на Генеральній Асамблеї ООН.